# Tepecuahuixco
Tepecuahuixco är en ort i Mexiko.   Den ligger i kommunen Ixtacamaxtitlán och delstaten Puebla, i den sydöstra delen av landet, 130 km öster om huvudstaden Mexico City. Tepecuahuixco ligger 2 972 meter över havet och antalet invånare är 321.
Terrängen runt Tepecuahuixco är lite bergig. Runt Tepecuahuixco är det ganska tätbefolkat, med 67 invånare per kvadratkilometer. Närmaste större samhälle är Emiliano Zapata, 4,0 km väster om Tepecuahuixco. I omgivningarna runt Tepecuahuixco växer huvudsakligen savannskog.